# Bentley Mark V
La Bentley Mark V est une berline de luxe de la fin des années 1930 développée par le constructeur automobile britannique Bentley Motors.